# Wasyl Stus
Wasyl Semenowycz Stus (ukr. Bасиль Семенович Cтус, ur. 6 stycznia 1938 w Rachniwce, zm. 4 września 1985 w łagrze ВС-389/36-1 w Kuczinie w obwodzie permskim) – uznany za najwybitniejszego ukraińskiego poetę II połowy XX wieku, krytyk i publicysta. Jeden z najbardziej aktywnych przedstawicieli kulturowego ruchu narodowego lat 60. (szistdesiatnyky).

## Życiorys
Urodził się w wiejskiej rodzinie jako czwarte dziecko Semena i Iryny Stusów. Dwa lata później rodzina Wasyla z powodu donosu zdecydowała się przenieść do miasta Stalino (Donieck) w Donbasie. Zmarli w tym czasie najpierw siostra, potem brat Wasyla. Stus uczęszczał do szkoły podstawowej i średniej w Doniecku. Po nieudanej próbie dostania się na Uniwersytet Kijowski, Stus rozpoczął studia w donieckim Instytucie Pedagogicznym na Wydziale Literatury i Języka Ukraińskiego. Dzięki pomocy nauczycieli, którzy udostępniali mu książki z prywatnych bibliotek, nadrabiał zaległości programowe. Zapoznał się z filozofią, z której szczególnie egzystencjalizm wywarł na Stusa ogromny wpływ. Ukończył studia na Wydziale Historyczno-Filologicznym Instytutu Pedagogicznego i przez kilka miesięcy uczył ukraińskiego w szkole wiejskiej.
22 listopada 1959 r. ukazała się na łamach „Literaturnej Gazety” pierwsza publikacja Stusa z entuzjastycznym komentarzem Andrija Małyszki. Po odbyciu trzyletniej służby wojskowej Stus rozpoczął pracę w Horliwce. Zauroczony twórczością Pasternaka, Goethego i Rilkego, pogłębiał swoją wiedzę literaturoznawczą i filozoficzną z okresu studiów. Drukował pojedyncze utwory na łamach donieckich, lokalnych gazet i w czasopiśmie „Donbas”. Tworzył wtedy klasyczne sonety i przeróbki pieśni ludowych, utwory publicystyczne, impresje o wyraźnym epickim charakterze, historyczne retrospekcje i wiersze-posłania, pisał wierszem wolnym i ścisłymi miarami wierszowymi. Po zwolnieniu z pracy przeszedł do kopalni, później objął dział literatury w gazecie „Socjalisticzieskij Donbas”.
W 1963 r. został asystentem w zakresie literatury i przeniósł się do Kijowa. Praca w Instytucie Literatury im. Szewczenki Akademii Nauk USRR trwała dwa lata. W tym czasie poeta publikował przekłady Goethego, Rilkego i Garcii Lorki. Do wydawnictwa Mołod’ złożył swój pierwszy tomik wierszy Kruhowert’, który jednak nigdy się nie ukazał. Fala aresztowań, jaka w tym czasie spadła na inteligencję ukraińską, objęła i doprowadziła do skazania i zesłania prawie wszystkich liczących się pisarzy. 4 września 1965 r. w kinie Ukraina w Kijowie, podczas premiery filmu Siergieja Paradżanowa Tini zabutych predkiw (Cienie zapomnianych przodków), Iwan Dziuba zamiast wstępu powiadomił publiczność o aresztowaniach inteligencji w Kijowie. Gdy tajni agenci podjęli próbę zagłuszenia tłumu, Stus wstał i krzyknął: Kto przeciw tyranii – niech wstanie!. Był to pierwszy w ZSRR po II wojnie światowej publiczny protest przeciwko represjom politycznym. Uczestniczyli w nim również Wiaczesław Czornowił i Jurij Badzio. Za udział w tej akcji Stus został zwolniony z Instytutu Literatury. Pracował na budowie i jako palacz w kotłowni.
W 1965 r. ożenił się z Walentyną Popeliuch, podjął na krótko pracę w Archiwum Historycznym, z którego zwolnił się po paru miesiącach. Rok później na świat przyszedł jego jedyny syn Dmytro.
W tym okresie intensywnie tworzył: powstawały wiersze, przekłady, krytyka literacka. Podejmował kolejne nieudane próby wydania swoich utworów w kraju. Proponował w tym czasie wydawnictwu Radianskyj pyśmennyk drugi swój tomik Zymowi derewa (Zimowe drzewa). Ostatecznie zbiór ukazał się – jak podano oficjalnie – w Brukseli w 1970 r., faktycznie zaś w Londynie. Stus aktywnie przeciwstawiał się antyukraińskiej polityce sowieckich władz i ograniczaniu wolnego słowa. Niespodziewanie, w 1965 r. udało się Orestowi Ziłynśkiemu wydać w Pradze czeskie tłumaczenie wierszy szistydesiatnyków, w tym także trzy wiersze Stusa. Dwa lata później w Nowym Jorku zostały w końcu opublikowane Zymowi derewa. Stus, przeczuwając nieuchronność aresztu, intensywnie pracował: pisze artykuły: Fenomen doby (o twórczości Pawła Tyczyny) i Znykome rozcwitannia (Znikome rozkwitanie) oraz przygotowywał tomik Wesełyj cwyntar (Wesoły cmentarz).
12 stycznia 1972 r., podczas kolejnej fali aresztowań, Stus został uwięziony i po rozprawie skazany na 5 lat łagru i 3 lata zesłania za antysowiecką agitację i propagandę. Sądzony był jako autor kilkunastu wierszy i artykułów o literaturze ukraińskiej, publikowanych w samizdacie i na Zachodzie. Karę łagru odbył w obozach w Mordowii. W 1977 pisarz przybył na miejsce zsyłki Matrosowo, do obwodu magadańskiego (na Kołymie) u brzegów Morza Ochockiego, gdzie pracował w kopalni złota. Wysiłek fizyczny znacznie pogorszył stan jego zdrowia. Już jesienią 1975, wskutek perforacji wrzodu żołądka, był bliski śmierci. Współtowarzyszy zdumiewał ogromną erudycją w dziedzinie literatury, historii, filozofii. Był znawcą twórczości Camusa, Hessego, Rilkego. Cały czas pisał wiersze. Mimo konfiskat, wiele z nich udało się uratować – przepisywał swoje wiersze w listach do żony.
W 1978 r. Stus został przyjęty do PEN Clubu. Rok wcześniej w monachijskim wydawnictwie Suczasnist wychodzi kolejny zbiór poezji Swicza w swiczadi (Świeca w zwierciadle). W sierpniu 1979 r. powrócił z zesłania do Kijowa, gdzie zaangażował się w działalność Ukraińskiej Grupy Helsińskiej. Pracował przy taśmie produkcyjnej w fabryce obuwia. W maju 1980, przed olimpiadą w Moskwie, ponownie aresztowany i skazany na 10 lat więzienia i 5 lat zesłania. Więziony w obozie WS-389/36-1 w Kuczinie w obwodzie permskim. Zakazano mu widzeń z rodziną, ostatnie odbyło się wiosną 1981 roku. Był zamykany w jednoosobowej izolatce, ogłaszał głodówki. Kilkakrotnie przemycił swe wiersze z obozu. Ponownie przemycone na Zachód, zostały tam wydane w zbiorku Z obozowego zeszytu. Wiadomo o zakazie przesyłania wierszy w listach, o zniszczeniu przez obozowych nadzorców KGB ostatniego tomiku 300 wierszy Ptach duszi (Ptak duszy).
Poeta prowadził „obozowy zeszyt”, w którym zapisywał wszystkie zdarzenia i myśli. W swoich sądach był coraz bardziej bezkompromisowy i nieugięty. 28 sierpnia 1985 r. Stus po raz kolejny został wtrącony do karceru. Ogłosił głodówkę i zmarł w nocy z 3 na 4 września 1985 r. w niewyjaśnionych okolicznościach.
W 1985 r. Heinrich Böll wystąpił o uhonorowanie Stusa literacką Nagrodą Nobla.
Późną jesienią 1989 r., po wielu wcześniejszych próbach, jego ciało zostało przywiezione do Kijowa, a powtórny pochówek przemienił się w wielką manifestację praw wolnościowych Ukraińców. Już po śmierci pisarza, Nadija Switłyczna wydała na Zachodzie w 1986 r. najbardziej obszerny i reprezentatywny wybór wierszy Stusa Palimpsesty. Tomik w kompozycji, w jakiej go dziś znamy, został ułożony nie przez samego poetę, lecz redaktorów. Syn Stusa, także literaturoznawca, zainicjował wydanie dzieł zbiorowych ojca, które ukazały się w kolejnych tomach w Kijowie.

## Upamiętnienie
W 1989 roku Ukraińskie Stowarzyszenie Niezależnej Inteligencji Twórczej zaczęło przyznawać Nagrodę im. Wasyla Stusa za „talent i odwagę”. Od 2016 roku nagrodę artystom przyznaje Ukraiński PEN za znaczący wkład w kulturę ukraińską i niezachwianą postawę publiczną.
W 2017 roku imię Wasyla Stusa nadano skwerowi u zbiegu ul. Batorego i Al. Niepodległości w Warszawie.
W 2019 roku premierę miał ukraiński film Zabroniony, którego fabuła osnuta jest wokół historii śmierci Wasyla Stusa.

## Tomiki wierszy Wasyla Stusa
- Kruhowert’ (ukr. Круговерть, 1965),
- Zymowi derewa (ukr. Зимові дерева, 1965),
- Wesełyj cwyntar (ukr. Веселий цвинтар, 1971),
- Czas tworczosti (ukr. Час творчості, 1972),
- Palimpsesty (ukr. Палімпсести, 1986).

### Polskie wydania
- Poezja Wasyla Stusa, wstęp, kalendarium opracowanie całości Agnieszka Korniejenko, tłumaczenie poezji Agnieszka Korniejenko, Jerzy Litwiniuk, Bazyli Nazaruk, Wiktor Woroszylski, Universitas, Kraków 1996.
- Wasyl Stus, Wesoły cmentarz. Wiersze wybrane z lat 1959–1971, przekład i przedmowa Marcin Gaczkowski, Kolegium Europy Wschodniej, Wrocław-Wojnowice 2020.